# Contea di Hengyang
La contea di Hengyang (衡阳县S, Héngyáng XiànP) è una contea della Cina, situata nella provincia di Hunan e amministrata dalla prefettura di Hengyang.